# Pezotettix giornae
Pezotettix giornae är en insektsart som först beskrevs av Rossi 1794.  Pezotettix giornae ingår i släktet Pezotettix och familjen gräshoppor. Inga underarter finns listade i Catalogue of Life.

## Bildgalleri

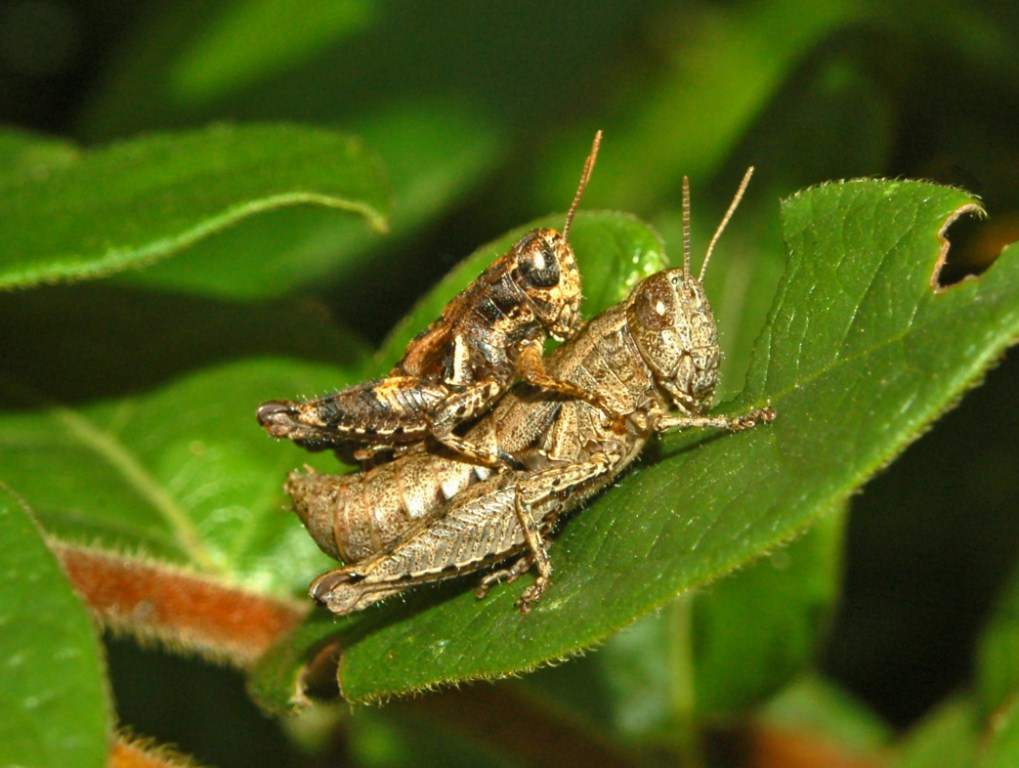